# أم جمال
أم جمال (به عربی: أم الجمال) یک منطقهٔ مسکونی در اردن است که در استان مفرق واقع شده‌است.